# Victoriano Agüeros
Victoriano Agüeros (Tlalchapa, Guerrero, 4 de septiembre de 1854 – París, Francia, 8 de octubre de 1911) fue un abogado, periodista, crítico literario, escritor y académico mexicano.

## Semblanza biográfica
Victoriano Agüeros nació en Tlalchapa, municipio del estado de Guerrero, al noroeste de Chilpancingo. Él se trasladó a la Ciudad de México cuando tenía doce años, para realizar sus primeros estudios en el Ateneo Mexicano. Posteriormente obtuvo el título de profesor de instrucción en 1870. Siete años más tarde continuó sus estudios en la Escuela Nacional de Jurisprudencia, titulándose en 1881.
Paralelamente a su preparación académica inició sus primeros ensayos literarios desde 1874; los cuales publicó con el seudónimo bíblico de José, en los periódicos La Ilustración Española y Americana de Madrid. Como crítico literario es autor de Cartas literarias, en 1877, y Escritores mexicanos contemporáneos, en 1880. Colaboró también para los semanarios El Siglo Diez y Nueve y La Iberia.
Con su experiencia acumulada dirigió el periódico El Imparcial en 1882. En 1883 fundó el periódico El Tiempo, el cual fue un vehículo de opinión para los católicos del país. De 1896 a 1911 publicó 78 volúmenes para la Biblioteca de Autores Mexicanos. En el número 8 de dicha colección, publicada en 1897, incluyó sus Obras literarias conformadas por artículos sueltos. Su obra refleja sus creencias católicas. Fue nombrado miembro correspondiente de la Academia Mexicana de la Lengua en 1902 y miembro de número el 7 de marzo de 1909, ocupando la silla XIII. En 1910 viajó en misión oficial a la coronación del rey Jorge V. Cuando inició la Revolución mexicana él se encontraba en Europa. Murió el 8 de octubre de 1911 en París.
Pocos lo saben, pero en el libro Crónicas de Tierra Caliente, del ingeniero Alfredo Mundo Fernández, se afirma que Victoriano salió de su natal Tlalchapa en 1866 y en la Ciudad de México estudió para profesor de primaria y para abogado. En 1882 fundó El Imparcial y en 1883 comenzó a criticar al presidente Manuel González, quien sucedió a Porfirio Díaz, bajo sospecha de haber sido impuesto. Al momento en que este último regresó al poder, en 1884, ordenó apresar al escritor guerrerense en la cárcel de Belén durante un año. Ahí fue amenazado y presionado a firmar un escrito donde se retractara de sus ataques, pero él se negó de manera rotunda.
En varias ocasiones se realizó el simulacro de fusilamiento con el propósito de intimidarlo; sin embargo nunca lo consiguieron dice la citada obra. Años después, Victoriano propició la reunión de Francisco I. Madero con el doctor Francisco Vázquez Gómez en su despacho de Mesones, para planear el movimiento de la Revolución mexicana. Al iniciar ésta, los periodistas de México lo enviaron como delegado al evento de coronación del Rey Jorge V de Inglaterra. En su estancia en el país europeo, él enfermó gravemente y posteriormente murió en la capital de Francia. Se dice que poco antes de fallecer llegó Manuel González de Cosío, quien, a nombre de Porfirio Díaz, le solicitó perdón por las persecuciones de que fue objeto. Continúa diciendo "Crónicas de Tierra Caliente" que esta entrevista fue en el Hospital de los Hermanos de San Juan de Dios en París, finalizando que en 2010 salió La Leyenda de Navidad de don Victoriano, el Opositor a la Dictadura y que muy pocos lo sabían hasta que lo publica la citada "Crónicas de Tierra Caliente".

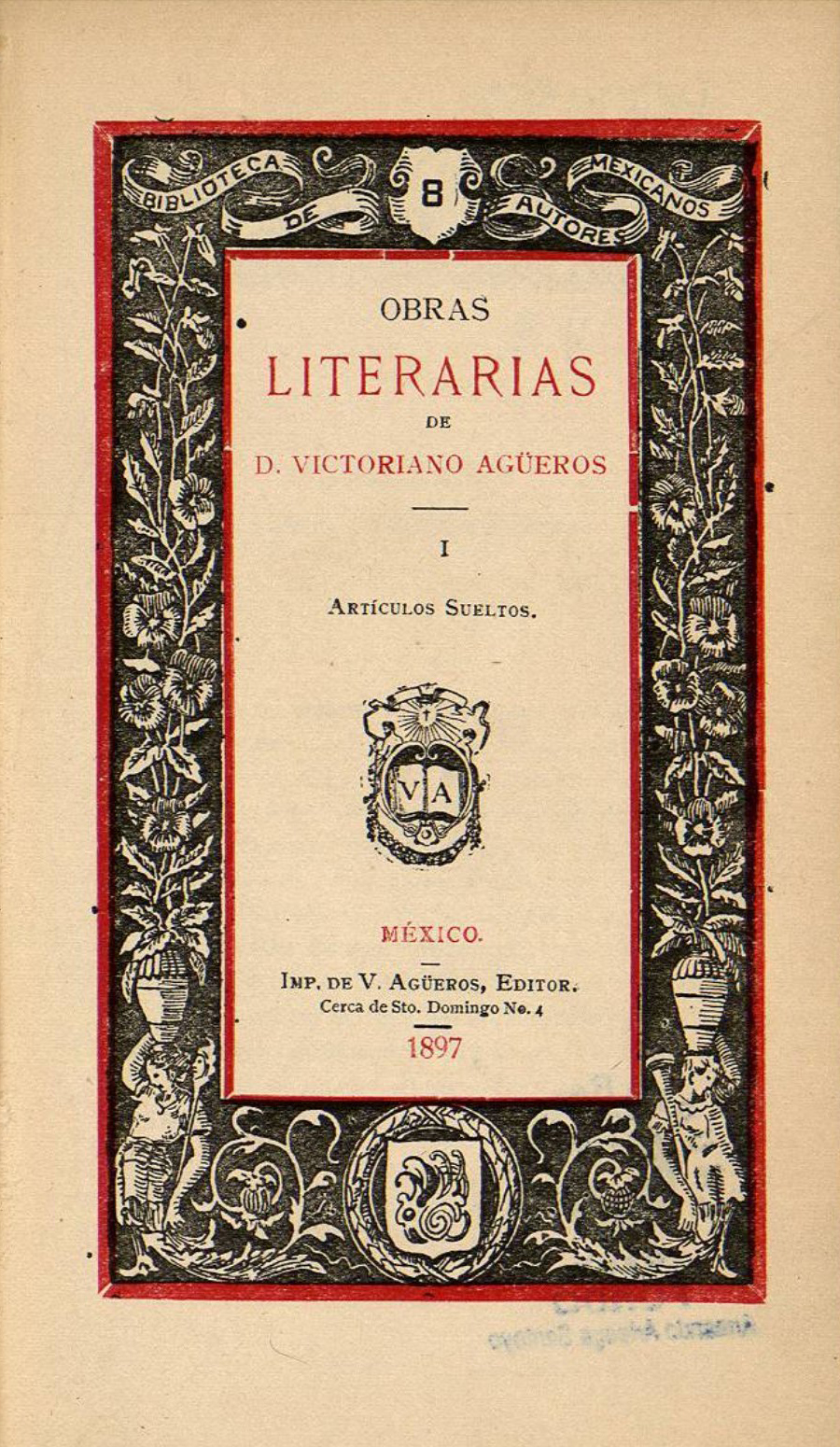
Portada del libro Obras literarias
de D. Victoriano Agüeros, 1897

## Obra

### Crítica literaria
- Cartas literarias (1877)
- Escritores mexicanos contemporáneos (1880)

### Cuentos
- "La voluntad paterna" (1874)
- "Natalia" (1874)
- "Una costeña terrible" (1874)
- "Todo por mi madre" (1874)
- "Por avaricia" (1874)
- "Una chanza" (1874)
- "Un año" (1874)
- "Leyenda de Navidad" (1877)
- "Páginas íntimas" (1877)

### Antologías con su obra
- Ensayos de José (1874)
- Dos Leyendas por José (1877)
- Obras literarias de D. Victoriano Agüeros (1897)
- Leyenda de Navidad. Páginas íntimas (1984)